# Demetrio Neyra
Demetrio Neyra Ramos (15 de diciembre de 1908 - 27 de septiembre de 1957) fue un futbolista peruano. Jugó por los clubes Sport Progreso y Alianza Lima. Lo llamaban "cuatro pulmones" por su gran despliegue físico. Era inteligente, y excelente definidor.

## Trayectoria
Surgido de las divisiones inferiores de Teniente Ruiz. Debutó en este equipo en 1926 y jugaría hasta 1927, año en que pasó a formar parte de Alianza Lima.
En Alianza Lima debutó el 8 de diciembre por la Copa de Honor, competición en la que pasaría desapercibido. Tras esto, fue cedido al Circolo Sportivo Italiano entre 1928 y 1929 jugando 17 partidos y marcando 12 goles. En 1930 debutó en el campeonato de primera división con la blanquiazul y fue el goleador del equipo con 3 goles.  Al finalizar su primera etapa en Alianza Lima había metido un total de 36 goles en 82 partidos entre 1930 y 1936, contando además de su palmarés el tricampeonato de 1931, 1932 y 1933.
En 1937 pasó a jugar en Deportivo Municipal de la Primera División entre 1937 y 1938 donde jugó 16 partidos y marcó 6 goles.
Volvió a Alianza Lima en el año 1938 y , jugó hasta el año 1942 en el cual se retiró del futbol Profesional siendo el máximo goleador de Alianza Lima en su vuelta a la Primera División.

## Selección nacional
Anotó el primer gol de una Selección Peruana, en el Sudamericano de 1927, en el triunfo a Bolivia por 3 -2. Compitió en la Copa Mundial de la FIFA 1930 , con sede en Uruguay, donde la selección de su país terminó en el décimo lugar entre los participantes.

### Participaciones en Copas del Mundo
| Mundial                        | Sede    | Resultado    |
| ------------------------------ | ------- | ------------ |
| Copa Mundial de Fútbol de 1930 | Uruguay | Primera fase |

### Participaciones en Copa América
| Copa              | Sede | Resultado |
| ----------------- | ---- | --------- |
| Copa América 1927 | Perú | Tercero   |

## Clubes
| Club                      | País | Temporada   |
| ------------------------- | ---- | ----------- |
| Teniente Ruiz             | Perú | 1926        |
| Alianza Lima              | Perú | 1927        |
| Circolo Sportivo Italiano | Perú | 1928 - 1929 |
| Alianza Lima              | Perú | 1930 - 1936 |
| Deportivo Municipal       | Perú | 1937        |
| Alianza Lima              | Perú | 1938 - 1942 |

## Palmarés

### Campeonatos nacionales
| Título                    | Club         | País | Año  | PJ | GF |
| ------------------------- | ------------ | ---- | ---- | -- | -- |
| Liga Peruana de Fútbol    | Alianza Lima | Perú | 1927 | ?  | 0  |
| Liga Peruana de Fútbol    | Alianza Lima | Perú | 1928 | ?  | 1  |
| Liga Peruana de Fútbol    | Alianza Lima | Perú | 1931 | ?  | 7  |
| Liga Peruana de Fútbol    | Alianza Lima | Perú | 1932 | ?  | 4  |
| Liga Peruana de Fútbol    | Alianza Lima | Perú | 1933 | ?  | 6  |
| Segunda División del Perú | Alianza Lima | Perú | 1939 | ?  | ?  |

### Torneos cortos
| Título                     | Club         | País | Año  | PJ | GF |
| -------------------------- | ------------ | ---- | ---- | -- | -- |
| Torneo de Primeros Equipos | Alianza Lima | Perú | 1931 | ?  | 7  |
| Torneo de Primeros Equipos | Alianza Lima | Perú | 1932 | ?  | 4  |
| Torneo de Primeros Equipos | Alianza Lima | Perú | 1933 | ?  | 6  |

## Homenajes
En la ciudad de La Victoria, hay un pasaje que lleva el nombre en su honor: Jirón Demetrio Neyra